# Zilla Huma Usman
Zilla Huma Usman (ur. 16 września 1971, zm. 20 lutego 2007) – pakistańska obrończyni praw kobiet, znana działaczka Pakistańskiej Ligi Muzułmańskiej, założycielka w 2005 roku, komórki tej organizacji w Gujranwali. Minister do spraw socjalnych stanu Pendżab. 
Została zastrzelona przez islamskiego fanatyka podczas zebrania PML w Gujranwali. Sprawca morderstwa był już wcześniej podejrzewany o morderstwo na dwóch prostytutkach, ale z braku dowodów został zwolniony.